# Silene ichnusae
Silene ichnusae är en nejlikväxtart som beskrevs av S. Brullo, G. De Marco och G. De Marco f. Silene ichnusae ingår i släktet glimmar, och familjen nejlikväxter. Inga underarter finns listade i Catalogue of Life.